# Mirjam Ott
Mirjam Ott (n. 27 ianuarie 1972, Berna, Berna, Elveția) este o jucătoare de curl ce a reprezentat Elveția, medaliată olimpică. A participat la 4 ediții ale Jocurilor Olimpice (2002, 2006, 2010, 2014) în care a câștigat două medalii de argint.